# انتحار بالتقليد

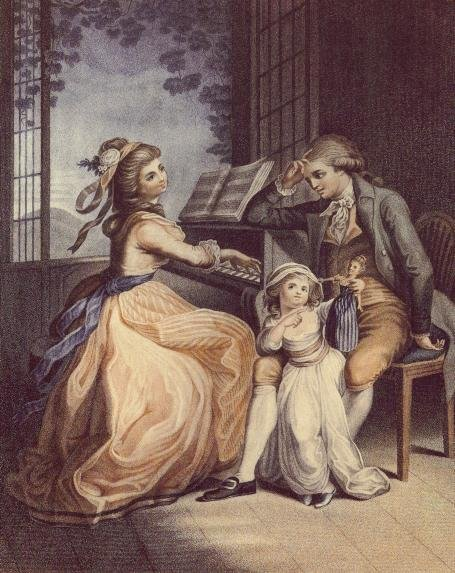
صورة لفيرتر، ولوت، مأخوذة من رواية أحزان الشاب فيرتر

يعرف الانتحار بالتقليد على أنه محاكاة حالة انتحار شخص يعرفه الشخص الذي يحاول الانتحار، إما  معرفة محلية أو بناء على تقارير أو تصوير لحالة الانتحار الأصلية على التلفاز أو الإعلام.
يطلق على ذروة عمليات الانتحار التي تحدث بعد عملية انتحار معلن عنها على نطاق واسع مصطلح تأثير فيرتر نسبة إلى رواية يوهان فولفغانغ فون غوته المسماة أحزان الشاب فيرتر.
يعتبر الانتحار المعلن عنه حافزا لانتحار آخر من قبل شخص حساس، أو شخص يمتلك دوافع انتحارية مسبقة، ويطلق على هذه الحالة «العدوى الانتحارية» التي تنتشر من خلال النظام المدارسي، والمجتمع المؤسسي، أو من خلال موجات انتحار المشاهير على المستوى الوطني.

## لمحة تاريخية
ظهرت أقدم رابطة بين وسائل الإعلام والانتحار في عام 1774م بعد نشر رواية غوته «أحزان الشاب فيرتر» حيث بدأ الشباب في أول الأمر بتقليد ملابس الشخصية الرئيسية بارتداء السراويل الصفراء والسترات الزرقاء، بطل الرواية نفسه أقدم على الانتحار بإطلاق النار على نفسه بسبب رفض الفتاة التي يحبها له، وتم تقليده في انتحاره أيضا، فبعد انتشار الرواية وقعت حالات انتحار من قبل شبان صغار في حالات من اليأس مطابقة لحالة بطل الرواية. 

## اقرأ أيضا
الجريمة بالتقليد

## قراءة إضافية
- The Copycat Effect (ISBN 0-7434-8223-9)
- Suicide Clusters (ISBN 0-571-12991-9)

## روابط خارجية
- International Association for Suicide Prevention (IASP) - Special Interest Group - Clusters and Contagion in Suicidal Behaviour (Aim of the IASP Special Interest Group (SIG) on Clusters and Contagion in Suicidal Behaviour is to bring together interested people in research, prevention and policy, who can share information and expertise in clusters and contagion effects in suicidal behaviour worldwide).
- Copycat Effect (Article that discusses the how the sensational coverage of violent events tends to provoke similar events and the journalistic ethics involved).
- Suicide Contagion and the Reporting of Suicide: Recommendations from a National Workshop - Morbidity and Mortality Weekly Report - Centers for Disease Control and Prevention
- Reporting on Suicide: Recommendations for the Media - American Foundation for Suicide Prevention
- Suicide and the media Links, resources and articles from The MediaWise Trust
- Gregor S, Copycat suicide: The influence of the media 2004, Australian Psychological Society
- Stack S (2003). "Media coverage as a risk factor in suicide". Journal of Epidemiology and Community Health. ج. 57 ع. 4: 238–240. DOI:10.1136/jech.57.4.238. مؤرشف من الأصل في 2006-07-19.
- Herman J, Reporting on suicide Australian Press Council news, February 1998
- Suicide and the media New Zealand youth suicide prevention strategy
- "Suicide and the Media: Recommendations on Suicide Reporting for Media Professionals (in Chinese)", The Hong Kong Jockey Club Centre for Suicide Research and Prevention, The University of Hong Kong